# كاريل أغيلار شاكون
كاريل أغيلار شاكون هو راكب الكنو كوبي، ولد في 5 أبريل 1980 في كاماغواي في كوبا.

## وصلات خارجية
- كاريل أغيلار شاكون على موقع أوليمبيديا (الإنجليزية)